# Orbignano
Orbignano è una frazione del comune di Lamporecchio in provincia di Pistoia. Il paesino è situato in collina (sul Montalbano). Degna di nota la Chiesa di Santa Maria Assunta risalente a prima dell'anno 1000.